# Орозеї
Орозеї (італ. Orosei, сард. Orosei) — муніципалітет в Італії, у регіоні Сардинія,  провінція Нуоро.
Орозеї розташоване на відстані близько 290 км на південний захід від Рима, 140 км на північ від Кальярі, 32 км на схід від Нуоро.
Населення — 6993 особи (2014).
Щорічний фестиваль відбувається 25 липня. Покровитель — San Giacomo Apostolo.

## Демографія
Населення за роками:

Станом на 1 січня 2023 року в муніципалітеті офіційно проживали 392 іноземці з 29 країн, серед них 227 громадян країн Євросоюзу та 6 громадян України.

## Сусідні муніципалітети
- Доргалі
- Гальтеллі
- Оніфаї
- Сініскола